# De Havilland DH.80 Puss Moth
El De Havilland DH.80A Puss Moth fue un avión monoplano de ala alta de tres plazas británico diseñado y construido por la De Havilland Aircraft Company entre 1929 y 1933. Volaba a una velocidad cercana a los 200 km/h, lo que lo convierte en uno de los aviones privados de mayor rendimiento de su época.

## Diseño y desarrollo
El prototipo sin nombre del DH.80, que voló por primera vez en septiembre de 1929, fue diseñado para el floreciente movimiento de vuelos privados en el Reino Unido. Era un avión aerodinámico, totalmente de madera, equipado con el nuevo motor en línea invertido De Havilland Gipsy III, que proporcionaba una visión sin obstáculos a través del morro sin las culatas de los cilindros sobresalientes del motor Gipsy II anterior.
Después de probar el prototipo, el avión fue rediseñado con un fuselaje de tubo de acero recubierto de tela y como tal, fue redesignado como DH.80A Puss Moth. El primer avión de producción voló en marzo de 1930 y rápidamente fue enviado a una gira de ventas por Australia y Nueva Zelanda. Los pedidos llegaron rápidamente y en los tres años de producción que finalizaron en marzo de 1933, se fabricaron 259 ejemplares en Inglaterra. De Havilland Canada construyó otros 25 aviones. La mayoría estaban equipados con el motor Gipsy Major de 97 kW (130 hp) que ofrecía un rendimiento ligeramente mejor.
El Puss Moth fue reemplazado en la línea de producción por el De Havilland DH.85 Leopard Moth que, con un fuselaje de contrachapado, era más barato de construir y más ligero. Al ser más ligero, el Leopard Moth tenía un mejor rendimiento con el mismo y bastante modesto motor Gipsy Major de 97 kW (130 hp).

### Fallos técnicos
Al principio de su carrera, el DH.80A estuvo plagado de una serie de accidentes fatales, el más famoso de los cuales fue el del aviador australiano Bert Hinkler mientras cruzaba los Alpes en el CF-APK, el 7 de enero de 1933. La causa finalmente se atribuyó a un "aleteo" provocado por turbulencias que provocó el fallo del ala; esto se corrigió reforzando el soporte delantero con un soporte de arriostramiento hasta la conexión trasera de la raíz alar. Un avión participó en el concurso europeo de aviones turísticos Challenge 1934, pero abandonó debido a un fallo en el motor en una de las últimas etapas.

## Historia operacional
La mayoría de los DH.80A se utilizó como aviones privados, aunque muchos también volaron comercialmente con pequeñas compañías de vuelos chárter para transportar pasajeros y correo. Los asientos normalmente eran para dos, aunque en el uso comercial se podían transportar dos pasajeros en asientos ligeramente escalonados, con las piernas del pasajero trasero al lado del asiento del pasajero delantero. Las alas se plegaban hacia atrás para su almacenamiento, pivotando sobre el soporte de la raíz del larguero trasero y el soporte de la raíz del puntal en V, un sistema utilizado en otros aviones ligeros de De Havilland de la época.
Los aviones civiles británicos supervivientes fueron utilizados durante la Segunda Guerra Mundial para actuar como aviones de comunicaciones. Algunos han sobrevivido hasta principios del siglo xxi.

### Vuelos bate récords
A principios de la década de 1930, los DH.80 se utilizaron para realizar numerosos vuelos bate récords. A principios de 1931, Nevill Vintcent realizó el primer vuelo de Inglaterra hasta Ceilán en el G-AAXJ. El 25 de mayo de 1931, el capitán James Douglas Mail voló en su Puss Moth G-ABIU llamado Baby Tank desde Croydon hasta Bulawayo, tardando 8 días según su cuaderno de bitácora, vía Pisa a Roma y luego al norte de África, y bajando por la costa este, llegando 8 días después. El tiempo total de vuelo fue de 73 horas y 50 minutos.
Entre julio y agosto de 1931, Amy Johnson realizó un vuelo de ocho días con su copiloto, Jack Humphreys, hasta Moscú y Tokio en el G-AAZV, llamado Jason II, completando el tramo hasta Moscú en un día.
A finales de 1931, el australiano Bert Hinkler pilotó el CF-APK, construido en Canadá, en una serie de vuelos importantes, incluidos el de Nueva York a Jamaica, de Jamaica a Venezuela y una travesía de 22 horas de oeste a este del Atlántico Sur, apenas la segunda travesía transatlántica en solitario.
En noviembre de 1931, Peggy Salaman, de 19 años, partió en el G-ABEH llamado Good Hope, para batir el récord de vuelo de Londres hasta Ciudad del Cabo. Logró llegar a Ciudad del Cabo a las 5:40 a. m. con Gordon Store, su copiloto y navegante, batiendo en más de un día el récord anterior establecido por Glen Kidston.
El más famoso de los Puss Moth que batió récords fue el G-ABXY, The Heart's Content, de Jim Mollison, que completó la primera travesía atlántica de este a oeste en solitario en agosto de 1932 desde Portmarnock Strand, cerca de Dublín, hasta Nuevo Brunswick, Canadá, y la primera travesía este-oeste del Atlántico Sur desde el aeródromo de Lympne hasta Natal (Brasil), en febrero de 1933. Su esposa, Amy Johnson, realizó vuelos récord entre Inglaterra y Ciudad del Cabo utilizando el G-ACAB, Desert Cloud, en 1932. C.J. Melrose voló el VH-UQO, llamado My Hildegarde, en la Carrera Aérea MacRobertson de 1934. Terminaron séptimos en la general y segundos en handicap en un tiempo de 10 días y 16 horas.

## Variantes
DH.80
Prototipo, motor Gipsy III de 89 kW (120 hp).
DH.80A Puss Moth
Aviones ligeros de dos o tres plazas, en su mayoría con motor Gipsy Major de 97 kW (130 hp).

## Operadores
Alemania
- Luftwaffe (pequeñas cantidades)

 Australia
- Air Lines of Australia
- Marshalls Airways
- New England Airways
- North Queensland Airways[6]
- Qantas[6]

 Congo Belga
- Force Publique

 Canadá
- Real Fuerza Aérea Canadiense

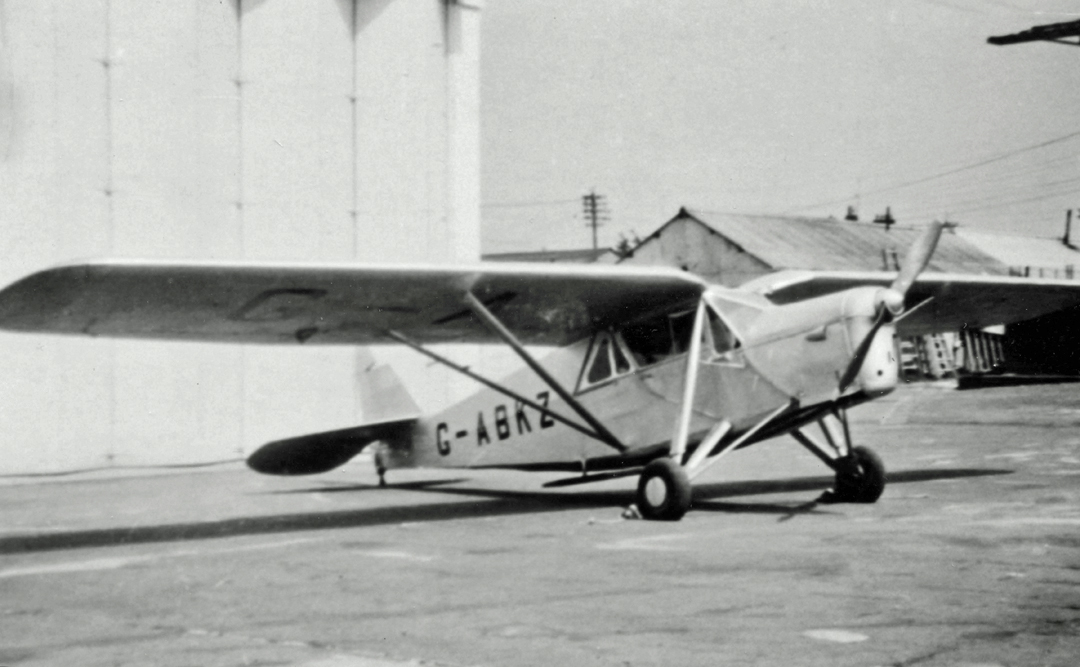
Aerotaxi DH.80A de East Anglian Flying Services en el aeropuerto de Mánchester (Ringway) en junio de 1948.

 Estado Independiente de Croacia
- Fuerza Aérea del Estado Independiente de Croacia

 República Española
- LAPE

 Estado Español
- Ejército del Aire

 Estados Unidos
Armada de los Estados Unidos: un avión usado por la Embajada de Estados Unidos en Londres.
 India
- Air India[7]

 Irak
- Fuerza Aérea iraquí

 Kenia
- Wilson Airways

 Nueva Zelanda
- Real Fuerza Aérea de Nueva Zelanda

 Sudáfrica
- Fuerza Aérea Sudafricana
- South African Airways
- Union Airways

 Reino Unido
- Aberdeen Airways
- Air Commerce[6]
- Air Taxis[6]
- Birkett Air Service[6]
- British Air Navigation
- East Anglian Flying Services
- Hillman's Airways[8]
- Olley Air Service[6]
- Real Fuerza Aérea
- Marina Real: un avión requisado.[9]

 Reino de Yugoslavia
- Aeroput

## Accidentes e incidentes
- El 5 de mayo de 1931, el aviador inglés Glen Kidston murió cuando su Puss Moth se rompió en el aire mientras volaba a través de una tormenta de polvo sobre la escarpa Drakensberg de Sudáfrica.[10]
- El 27 de julio de 1932, el Puss Moth G-ABDH, propiedad de Brian Lewis and Company y pilotado por Bruce Bossom, hijo del político Alfred Bossom, se encontró con un clima tormentoso y turbulencias en ruta de Heston a Hamble. El avión se rompió en el aire y se estrelló cerca de Hindhead, muriendo los tres ocupantes.[11]
- El 18 de septiembre de 1932, el Puss Moth VH-UPM de New England Airways se estrelló en Byron Bay, Nueva Gales del Sur, mientras viajaba de Sídney a Brisbane. Tres personas murieron, entre ellas el as de la aviación de la Primera Guerra Mundial Les Holden (que viajaba como pasajero).
- El 20 de julio de 1936, un Puss Moth se estrelló durante el despegue en La Marina Boca do Inferno, cerca de Cascaes en Portugal, muriendo el general José Sanjurjo y Sacanell, que viajaba a España para asumir el mando de los nacionalistas en la guerra civil. El piloto, el playboy y aviador español Juan Antonio Ansaldo, sobrevivió al accidente.[12]
- El 19 de enero de 1937, el Puss Moth VH-UPQ de North Queensland Airways se estrelló en el mar al aproximarse a Cairns, Queensland, en ruta desde Cooktown. Una persona murió y dos resultaron gravemente heridas.[13]
- El 27 de agosto de 1941, un Puss Moth de Airlines of Australia se estrelló en el río Coen, cerca de Coen, Queensland, mientras volaba de Thursday Island a Cairns. Tres personas murieron, entre ellas el exsenador australiano Charles Hardy.[14]

## Especificaciones
Referencia datos: British Civil Aircraft since 1919 (Volume 2).

### Características generales
- Tripulación: Uno (piloto)
- Capacidad: Uno/dos pasajeros
- Longitud: 7,6 m (25 ft)
- Envergadura: 11,2 m (36,7 ft)
- Altura: 2,1 m (7 ft)
- Superficie alar: 20,6 m² (221,7 ft²)
- Peso vacío: 574 kg (1265,1 lb)
- Peso cargado: 930 kg (2049,7 lb)
- Planta motriz: 1× motor lineal invertido de 4 cilindros refrigerado por aire De Havilland Gipsy III.
  - Potencia: 89 kW (123 HP; 121 CV)
- Hélices: Bipala de paso fijo de madera

### Rendimiento
- Velocidad máxima operativa (Vno): 206 km/h (128 MPH; 111 kt)
- Alcance: 480 km (259 nmi; 298 mi)
- Techo de vuelo: 5300 m (17 388 ft)
- Régimen de ascenso: 3,2 m/s (630 ft/min)

## Aeronaves relacionadas

### Desarrollos relacionados
- DH.85 Leopard Moth

### Aeronaves similares
- RWD-5
- Desoutter Mk.II

### Secuencias de designación
- Secuencia DH._ (interna de De Havilland): ← DH.77 - DH.78 - DH.79 - DH.80 - DH.81 - DH.82 - DH.83 →